# Nærøyfjorden
Nærøyfjorden – fiord w gminie Aurland, okręgu Sogn og Fjordane, w południowo-zachodniej Norwegii. W 2005 roku został wraz z Geirangerfjorden wpisany na listę światowego dziedzictwa UNESCO. Fiord ma długość 18 kilometrów, a jego głębokość w zależności od miejsca wynosi od 10 do 500 metrów. Niedaleko wioski Gudvangen do fiordu uchodzi rzeka Nærøydalselvi. Na zachodnim brzegu znajduje się miejscowość Bakka z zabytkowym kościołem.